# Lacapelle-Marival
Lacapelle-Marival – miejscowość i gmina we Francji, w regionie Oksytania, w departamencie Lot.
Według danych na rok 1990 gminę zamieszkiwało 1201 osób, a gęstość zaludnienia wynosiła 103 osób/km² (wśród 3020 gmin regionu Midi-Pireneje Lacapelle-Marival plasuje się na 289. miejscu pod względem liczby ludności, natomiast pod względem powierzchni na miejscu 974.).